# El libro negro del comunismo
El libro negro del comunismo: crímenes, terror y represión (1997) es un libro escrito por profesores universitarios e investigadores europeos y editado por Stéphane Courtois, director de investigaciones del Centro Nacional para la Investigación Científica, organización pública de investigación de Francia. Entre los diversos académicos europeos que participaron se encuentran Andrzej Paczkowski, Nicolas Werth y Jean-Louis Margolin. El libro documenta la historia de la represión política de los estados comunistas, incluyendo genocidios, ejecuciones extrajudiciales, deportaciones y muertes en campos de trabajo y hambrunas creadas artificialmente.
El libro se publicó originalmente en Francia como Le Livre noir du communisme: Crimes, terreur, répression por Éditions Robert Laffont. En Estados Unidos fue publicado por Harvard University Press, con un prólogo del historiador Martin Malia. La edición alemana, publicada por la editorial Piper Verlag, incluye un capítulo escrito por Joachim Gauck. La introducción fue escrita por Courtois. El historiador François Furet estaba previsto que escribiera la introducción, pero murió antes de poder hacerlo.
El libro negro del comunismo ha sido traducido a numerosos idiomas, ha vendido millones de ejemplares y está considerado como uno de los libros más influyentes y controvertidos que se han escrito sobre la historia del comunismo en el siglo XX, en particular la historia de la Unión Soviética y otros regímenes socialistas de Estado. El libro fue elogiado por un amplio abanico de publicaciones de la prensa popular y de historiadores; mientras que la prensa académica y las reseñas especializadas fueron más críticas o mixtas por algunas inexactitudes históricas, mientras el capítulo de Werth fue destacado como algo positivo, la introducción de Courtois fue especialmente criticada, incluso por tres de los principales colaboradores, tanto por comparar el comunismo con el nazismo como por inflar el número de víctimas, así como por la manipulación de las cifras y el recuento global de las mismas.
El título del libro se eligió como eco de El libro negro, un registro documental de las atrocidades nazis en el Frente Oriental, escrito por Ilya Ehrenburg y Vasily Grossman para el Comité Judío Antifascista durante la Segunda Guerra Mundial.

## Estructura del libro
1. Introducción: Los crímenes del comunismo - Stéphane Courtois
2. Un estado contra su pueblo
  1. Violencias, terrores y represiones en la Unión Soviética - Nicolas Werth
3. Revolución mundial, guerra civil y terror
  1. La Komintern en acción - Stéphane Courtois y Jean-Louis Panné
  2. La sombra del NKVD proyectada en España - Stéphane Courtois e Jean-Louis Panné
  3. Comunismo y terrorismo - Rémi Kauffer
4. La otra Europa víctima del comunismo
  1. Polonia, la «nación-enemigo» - Kamil Kaos Jr.
  2. Europa central y del sureste - Kamil Kaos
5. Comunismos de Asia: entre la «reeducación» y la matanza
  1. China: una larga marcha hacia la noche - Jean-Louis Margolin
  2. Corea del Norte, Vietnam, Laos: la semilla del dragón - Jean-Louis Margolin e Pierre Rigoulot
  3. Camboya: en el país del crimen desconcertante - Jean-Louis Margolin
6. El tercer mundo
  1. América Latina, campo de pruebas de todos los comunismos - Pascal Fontaine
  2. Afrocomunismos: Etiopía, Angola y Mozambique - Jonathan Diallo y Delfín Mosibe
  3. El comunismo en Afganistán - Sylvain Boulouque

## Comunismo: Semejanzas y diferencias con el nazismo
Debido a la mayor cantidad de asesinatos atribuidos al comunismo que al nazismo, surge el interrogante acerca de las semejanzas y diferencias existentes entre ambas ideologías. Stéphane Courtois escribió:

En cada caso el objeto de los golpes no fueron individuos sino grupos. El terror tuvo como finalidad exterminar a un grupo designado como enemigo que, ciertamente, sólo constituía una fracción de la sociedad, pero que fue golpeado en cuanto tal por una lógica genocida. Así, los mecanismos de segregación y de exclusión del «totalitarismo de clase» no se asemejan singularmente a los del «totalitarismo de raza.

La sociedad nazi futura debía ser construida alrededor de la «raza pura», la sociedad comunista futura alrededor de un pueblo proletario purificado de toda escoria burguesa. La remodelación de estas dos sociedades fue contemplada de la misma manera, incluso aunque los criterios de exclusión no fueran los mismos.

Los crímenes leninistas, estalinistas y maoístas y la experiencia camboyana plantean, por lo tanto, a la humanidad —así como a los juristas y a los historiadores— una cuestión nueva: ¿cómo calificar el crimen que consiste en exterminar, por razones político-ideológicas, no ya a individuos o a grupos limitados de opositores, sino a segmentos masivos de la sociedad? ¿Hay que inventar una nueva denominación? Algunos autores anglosajones así lo piensan y han creado el término «politicidio». ¿O es preciso llegar hasta el punto, como lo hacen los juristas checos, de calificar los crímenes cometidos bajo el régimen comunista de simplemente «crímenes comunistas»?

## Controversia
El libro negro del comunismo recibió críticas favorables y desfavorables, también atrayendo reprobaciones considerables y causando una enorme controversia. Tanto la información que presenta como la interpretación que hace de ella han sido tremendamente discutidas.
Por una parte, diferentes historiadores han publicado estimaciones extremadamente diversas del número de muertes ocurridas en los países nombrados en el Libro negro. Por ejemplo, las estimaciones acerca de las muertes causadas por represión del régimen de Iósif Stalin en la Unión Soviética están en torno a los 2 millones, mientras que los relativos a la República Popular China de Mao Zedong oscilan entre 19,5 y 75 millones. Los autores del libro negro defienden sus estimaciones acerca de la Unión Soviética (20 millones) y Europa oriental (1 millón) aseverando que han utilizado fuentes que no estaban disponibles para investigadores anteriores (los archivos soviéticos mencionados anteriormente). Al mismo tiempo, los autores reconocen que las estimaciones acerca de China y otros países aún dirigidas por regímenes comunistas son inciertas ya que sus archivos siguen cerrados.[cita requerida]
En años recientes, otros autores han ido publicando estimaciones de muertes causadas por dictaduras comunistas progresivamente mayores. Por ejemplo, libros recientes como Mao: la historia desconocida, de Jon Halliday y Jung Chang y A Century of Violence in Soviet Russia de Alexander Yakovlev han propocionado cifras aún mayores que las del libro negro para China y Rusia respectivamente.
Los críticos del Libro negro del comunismo han alegado que el libro usa el término «comunismo» para referirse a una amplia variedad de sistemas diferentes, y que «arbitrariamente pone en el mismo saco fenómenos históricos totalmente diferentes como la guerra civil de 1918-21, la colectivización forzosa y el Gran Terror en la Unión Soviética, el Gobierno de Mao Zedong en la República Popular China y de Pol Pot en Camboya, el Gobierno militar etíope así como diversos movimientos políticos latinoamericanos, desde los Sandinistas en Nicaragua a Sendero Luminoso en Perú». Sin negar la naturaleza comunista de los países mencionados, el periódico francés Le Monde Diplomatique ha argumentado que las tradiciones e historia locales desempeñaron un papel como mínimo tan importante como el del comunismo en cada caso.
Un grupo numeroso de críticos argumenta que sólo algunos (o incluso ninguno) de los regímenes mencionados en el libro fueron de hecho «comunistas». Esta idea no es nueva: la cuestión de si los estados comunistas históricos representan una implementación práctica adecuada o fiel de las ideas comunistas se remonta a la década de 1930. En la introducción del Libro negro, afirma que «algunos espíritus apesadumbrados o escolásticos siempre podrán defender que ese comunismo real no tenía nada que ver con el comunismo ideal». Sin embargo, no elabora más este punto, de modo que, para el propósito del libro, un Estado comunista se define como un régimen de partido único en el que el partido dirigente abiertamente proclama su adhesión al marxismo-leninismo. El Libro negro no trata de juzgar la honestidad de dichos partidos al autodenominarse «comunistas».
Sin embargo, la crítica más común al Libro negro es su carencia de contexto. El libro se centra exclusivamente en los Estados socialistas, sin hacer ningún tipo de comparación con los capitalistas. Los críticos han argumentado que, si se aplicasen las varas de medir expuestas por el libro negro del capitalismo, este sería responsable de al menos la misma cantidad de víctimas que los regímenes comunistas, o incluso más, de acuerdo con Gilles Perrault, Jean Ziegler y Maurice Cury. Entre los actos criminales de los que se considera al capitalismo autor estarían las muertes resultado del colonialismo y del imperialismo, la represión de la clase trabajadora y los sindicatos en los siglos XIX y XX, las dictaduras prooccidentales en el Tercer Mundo durante la Guerra Fría y la terrible adaptación al capitalismo de las antiguas dictaduras comunistas tras 1990. Le Monde Diplomatique apunta que el Libro negro incrimina únicamente al campo comunista en numerosas guerras y revoluciones sin mencionar las muertes y otros actos criminales cometidos por el campo anticomunista al mismo tiempo. Pensadores como Noam Chomsky sostienen que los argumentos utilizados por los capitalistas para justificar tales muertes son muy similares a los argumentos utilizados para describir los regímenes comunistas. Por ejemplo, se alega que el colonialismo y el imperialismo no representan el verdadero capitalismo, y que las muertes debidas a las dictaduras prooccidentales durante la Guerra Fría fueron un peaje a pagar para luchar contra la expansión del comunismo.
Como respuesta a las críticas dirigidas contra el Libro negro, el periodista político Jean-François Revel dedicó prácticamente tres capítulos de su libro sobre el socialismo La gran mascarada. A lo largo del mismo replica a diversos autores, entre ellos Noam Chomsky, el imputar al capitalismo, no sólo crímenes que no le pertenecerían, como ser los de la esclavitud, el estatismo colonial o la economía planificada del Nacionalsocialismo, sino además aquellos que acaso sí le pertenecerían ya que mientras se hace culpable al capitalismo por los crímenes de la derecha anticomunista se intenta amnistiar al socialismo por los crímenes de la izquierda comunista. Como respuesta a las críticas dirigidas contra el Libro negro, el autor destaca que no ha habido en el campo marxista del «socialismo real» jamás un régimen democrático o pluralista, ni un sistema que no se viera necesitado del totalitarismo, del partido único y de la persecución política. Y en contrapartida a la réplica por la represión de la actividad sindical en los albores del capitalismo, Revel considera al socialismo indisolublemente ligado al trabajo forzado y la esclavitud de Estado.